# 文吉長臂蟹
文吉長臂蟹（學名：Myra wenjiii ）是種已滅絕的玉蟹科動物，生存在中新世晚期到上新世的淺海中。
文吉長臂蟹與文吉鬼面蟹以及水順輪轉蟹合稱為「薛氏蟹化石」。

## 外部連結
- 文吉長臂蟹 - 臺南左鎮化石園區